# Bradunia improba
Bradunia improba là một loài bướm đêm trong họ Noctuidae.